# 毛玉萍
毛玉萍（1962年5月4日-） （页面存档备份，存于）  （页面存档备份，存于），上海黄浦人，香港名媛，曾任上海地產總經理，上海商貿控股有限公司主席，是前上海首富周正毅伴侶（二人有实质婚姻但未办理结婚手续）。

## 生平
毛玉萍生於上海一個貧窮家庭，初中學歷。
1986年6月，毛玉萍與任職海員的丈夫俞雄華生下一子俞俊材，隨後赴港生活（毛玉萍自稱係赴港後的同年8月結婚生子）。 在香港期間，毛玉萍積累大量人脈，最终因有两名东南亚富豪的干爹而发迹。
毛玉萍與周正毅的交往史版本不一。一說兩人1980年即在上海合夥經營小百貨，及後毛往香港打工，周以留學為名，暗帶商品往日本銷售，若干年後重逢。一說兩人結識於80年代末。一說1992年，毛返回上海經營飯店，翌年在上海邂逅周正毅，及後毛與夫離婚。
1994年，毛玉萍與周正毅在黄河路開辦以毛玉萍姓氏为名的「阿毛炖品」，名噪一時，被稱為上海銀行界的公關食堂。90年代到21世紀初，兩人通過投机股票和房地产獲利頗豐。期間，毛玉萍被指與中银高管刘金宝相熟，通過其獲得多筆貸款，用於支持阿毛燉品和農凱集團（毛本人予以否認，稱其從不認識劉金寶）。1997年，毛玉萍回港發展。
2001年，毛玉萍由名媛趙金卿帶入，開始活躍於香港社交界，與中信泰富主席榮智健姪女榮文蔚，何超瓊等交好。
2002年7月至2003年4月期間，毛玉萍串謀其他人利用12名男女開設43個證券戶口，買賣上海地產股票，製造股票交投活躍的假象，涉及金額達到20億6千萬港元。2003年6月2日，廉政公署應内地执法机构要求，拘捕毛玉萍。2005年12月7日，香港灣仔區域法院裁定其串謀造市及妨礙司法公正等3項罪名成立。2006年1月16日，因有郑裕彤、成龙、何柱国等200余位名人求情，毛玉萍刑期由4年减至3年半。2006年11月14日，香港上诉法庭撤销了原判定的造市罪，但余下两罪仍成立，刑期不变。
2008年6月，毛玉萍獲假釋出獄參加「釋前就業計劃」，為期約半年，被安排於好友鄭明明的美容公司擔任文書工作。11月，毛玉萍刑滿釋放，好友杨受成邀英皇群星為其举行庆祝会。毛玉萍此後生活低調，少有出席公開活動。

## 軼事

### 掌摑楊恭如
2002年，女星楊恭如搬到月租12萬的半山豪宅，被爆背後金主是周正毅，但當時楊恭如同周正毅稱對方只是上海老鄉。同年10月5日，杨恭如与周正毅在铜锣湾利园商场的義大利餐厅用下午茶时，遭闻讯而至的毛玉萍当众掌掴并大骂：“你敢搞我老公！”
事后毛玉萍公开表示“我是唯一周太”，而周正毅则公开维护杨恭如。杨恭如數年後承认当年确有介入周正毅与毛玉萍，但她称自己是被男方欺骗，不知其已有伴侶。

### 曬五星紅旗愛馬仕
2012年10月20日，毛玉萍在微博发布了一张特别定制的五星紅旗愛馬仕柏金包图片，并附文字：「Hermes全球艺术总监Pascale Mussard先生太有心了，那么早就收到了他为我定制的圣诞节礼物，很有中国特色，五星红旗在我心里飘扬！」引發網民负面評價，稱其為“暴发户”，“没文化”。又因Pascale Mussard並非男士，毛玉萍隨後在微博解释名字错误问题，称因名片看错。